# Abruka
Abruka es una isla perteneciente a Estonia. La isla se encuentra localizada en el golfo de Riga, en el mar Báltico, a 6 km al sur de Saaremaa. La isla ocupa una superficie de 8,8 km² y alberga una población de 34 habitantes (2004). La isla pertenece al municipio (vald) de Kaarma y a la provincia de Saaremaa. 
A lo largo de los siglos, la isla ha formado parte de diversas potencias de la zona, como Dinamarca, Suecia, Alemania y Rusia.
La isla alberga un puerto. La población local vive principalmente del turismo y la pesca.